# 木場車両検修場
木場車両検修場（きばしゃりょうけんしゅうじょう）は、東京都江東区にある東京都交通局（都営地下鉄）の車両基地である。大江戸線の車両が所属している。車両基地自体は東京都が保有する木場公園の地下に設けられている。木場公園を出た南側には東京都交通局木場庁舎も併設され、大江戸線の中枢部としての機能を有する。
清澄白河駅から入出区線が通じている。
なお、練馬区にある開業時から運用している高松車庫（高松庁舎）についても本項で記述する。両車庫とも建設コスト、工期、車両運用の効率性などを勘案して地下二層構造になっている。

## 概要
2000年（平成12年）4月1日に、12月の全線開業を前提として発足した基地である。これまで運用していた光が丘車両検修場を本検修場に組織統合し、本格的な車両検修場として活用している。なお、高松車庫と識別のため、交通局の資料では木場車両検修場（木場車庫）と書かれている。
毎年夏にははとバスの日帰りツアーのひとつに木場車両検修場の見学が組み込まれ、この際には地下の車両基地に入ることができる。
なお、車両搬入は江東区内にあった小名木川駅まで甲種輸送が行われたことがあるが、2000年12月に同駅は廃止された。
廃止された小名木川駅に代わり、2011年に大江戸線増発目的で増備された12-600形に始まる甲種輸送が根岸線根岸駅を介して神奈川臨海鉄道横浜本牧駅まで甲種輸送された。この輸送は経年化した12-000形初期塗装車の置き換えから開始され、2024年現在では12-000形3次車以降の置換用として行われている。

### 当初の計画
路線免許の申請当初は埼玉県新座市片山に大規模な車庫用地を確保し、光が丘駅から延長 5.3kmの車庫線を建設することで、「片山車両工場」を設ける計画であった。また、練馬区大泉学園町のキャンプ・ドレイク跡地に車庫を設ける計画もあった。しかし、大江戸線の大泉学園方面への延伸計画は、建設のめどが立たないことから中止となった。
そのため、グラントハイツ跡地（光が丘）内の南部に半地下方式で車庫を設置することとして路線免許の取得に至ったものの、付近の住宅用地としての払い下げが決定しており、騒音・振動公害への問題等から車庫の設置が不可能となった。最終的には放射部の開業に対応可能な規模で、光が丘の西に隣接する練馬区高松に車庫を置くこととなった。
大江戸線環状部開業に対応した車庫としては、都立木場公園の地下に木場車庫を設けることで対応した。

### 工場検査
木場車庫・高松車庫とも地下式構造で、防災上の観点から検車部門のみである。
当初から木場車庫は検車機能のみ、高松車庫は検車機能および修車機能（重要部検査・全般検査を行う整備工場機能）を有していた。ただし、地下車庫の場合には東京都の各種条例よる規制を受け、地上の車両工場のような完全な設備を備えることができない。このため、重要部検査・全般検査時には車体吊上機を使用して車体と台車を分離させ、車体は仮台車に置く。VVVFインバータや保安装置等の電子機器は高松車庫で検査を行い、台車や主電動機・ブレーキ装置等はトラックで搬出して外部の車両工場で検査を行っていた。
当初、木場車庫に全般検査・重要部検査のできる工場施設も計画されていた。しかし、大江戸線環状部の建設費用を圧縮するため、同時期に工場設備の建て替えを予定していた馬込車両検修場に集約することになった。このため、軌間が同じ1,435mmの大江戸線汐留から浅草線新橋 - 大門との間に連絡線（汐留連絡線）を新設し、浅草線の馬込車両検修場において重要部検査・全般検査を行うこととなった。なお、浅草線内では大江戸線の車両が自走できないことから、E5000形牽引で回送される。この連絡線は2006年4月に完成し、それまで高松車庫で実施していた重要部・全般検査は馬込車両検修場で実施されている。

## 木場車庫
木場公園の南側に位置し、幅員17m - 107m（東西方向） 、全長（南北方向）607mの地下2層構造の構造物である。木場公園の整備事業と大江戸線の車両基地建設計画が重なったが、車両基地建設のために公園の閉鎖を避けるため、車両基地の上床版（地下1階上天井部）は東京都によって1988年（昭和63年）から施工されていた。建設はこの上床版を利用しながら、掘り下げることで構築を行った。
- 管理事務所となる木場庁舎は地下2階、地上8階建て構造で、建物内には保線管理所、車両検修所、電気管理所がある[8]。2000年（平成12年）4月7日から庁舎の使用を開始した[9]。

車庫内は地下2層構造となっている。
- 地下1階部に留置線が8本、月検査線・列車検査線（プールピット構造）が各2本、列車検査線が6本、臨時検査線が1本（車体吊上機、天井クレーンなど配置）、トロリー線（保線車両置き場）3本がある[2]。
- 地下2階部に留置線が17本、洗浄線が4本（車両洗浄機2台）、車輪転削線1本がある[2]。留置能力は上下合わせて8両編成39本（312両）である[2]。

※太字は検査線で、収容数には含めない（トロリー線も含めない）。

### 入出庫線
清澄白河駅の中線（2番線・3番線ホーム）から門前仲町方面に向かうと、複線構造となり、45‰の下り勾配で本線のB線（大門・六本木方面行き）をアンダーパスする。駅を南下した平野1丁目交差点から本線と分岐し、延長898.5mの複線シールドトンネルで木場車庫に至る。入出庫線は幅員11mの江東特別区道江414号の下にあり、半径84mや100mの急曲線、45‰の急勾配がある。
入出庫線は基地入口で複線から左右に1線ずつ分かれ、分かれた1線ずつ（入出1番線・2番線）は地下1階部に繋がっている。中央の2線（入出3番線・4番線）は入出1番線をアンダーパスして、地下2階部に繋がっている。各階とも清澄白河駅方面に向かって、引き上げ線（構内入換線）をそれぞれ設けている。

## 高松車庫
1991年（平成3年）の光が丘 - 練馬間の部分開業を控えた1990年（平成2年）10月1日に志村車両工場光が丘検修所として発足した。その後、新宿駅延伸開業を控えた1997年（平成9年）7月16日には光が丘車両検修場として格上げ、前述した通り2000年（平成12年）4月1日に木場車両検修場に組織統合された。なお、後の交通局の資料では木場車両検修場（高松車庫）と書かれている。都営三田線との接続はないが、当初の車両基地の組織上は志村車両工場であった。
元々は民間の資材置き場として使用していた用地を東京都交通局が活用したものである。1989年（平成元年）5月24日に高松車庫の建設工事に着手し、翌1990年（平成2年）11月30日に全体の建設工事が完了した。規模は幅58.3 m 、延長330.5 m、掘削深さ 15 m の地下2層構造である。大江戸線放射部（光が丘 - 新宿間）の開業に対応した設備となっている。
- 敷地面積：8,007 m2
  - 高松庁舎 6,034 m2、機械棟 1,921 m2 ほか
- 延床面積：36,370 m2
  - 高松庁舎：5,769 m2、機械棟 1,249 m2、車庫地下1階部 12,967 m2、車庫地下2階部 12,955 m2 ほか

車庫内は木場車両検修場と同様に地下2層構造となっている。南北方向に細長い構造となっている。
- 地下1階部に留置線（列検線）が3本、月検査線（プールピット構造）が2本、全重検線2本、台車線1本、臨検線1本（車体吊上機、天井クレーンなど配置）、トロリー線（保線車両置き場）4本がある[16]。
- 地下2階部に留置線が9本、洗浄線が2本（車両洗浄機1台）、車輪転削線が1本ある[16]。留置能力は上下合わせて8両編成16本（128両）である[16]。

※太字は検査線で、収容数には含めない（トロリー線も含めない）。

### 地上部
- 管理事務所となる高松庁舎は地上5階、地下2階建て構造で、建物内には保線管理所、車両検修所、電気管理所がある[8]。

庁舎は地下車庫の終端部（南端）に建てられている（始端部（北端部）は機械棟部）。地下車庫へは、庁舎からエレベーターまたは階段を使用して入ることができる。敷地内には高松庁舎のほか、台車作業所、車両搬入口がある。車両搬入口については、車両搬入のほか、レールなどの保守機材の搬入用としても使用する。ただし、常設のクレーン設備はなく、使用時にはクレーン車を用意する。
地下1階にある全重検線2番横の台車線は、高松庁舎直下の台車（資機材）搬入用エレベーターに繋がっており、台車を庁舎1階の「搬入室」に上げ、レールを敷設した外廊下を通じて、北側にある台車作業所（台車の検査および主電動機（リニアモーター）の整備等を行う）へ運搬することができる。
これら保守設備とは別に、高松庁舎敷地内には緊急自動車車庫、危険物貯蔵庫、非常用資材置き場、産業廃棄物置き場などがある。庁舎の北東角には、地下車庫からの非常用出入口がある（道路を挟んだ北側にも非常用出入口がある）。
高松庁舎敷地の北側にある公園を挟んだ、さらに北側には高松車庫の換気用として「機械棟」を設けている。ここには電気室、通信機器室、換気機械室、換気塔、階段室などを収納している（地上1階・地下2階建て構造）。
前述したとおり、汐留連絡線の完成までは高松車庫で重要部検査・全般検査を実施していた。かつては、新車の搬入も当車庫で行っていた。新宿延伸以降は、当面必要となる車両が出揃ったことから、全線開業に備え搬入が木場に移り始めた。
- 重要部検査・全般検査を施工していたことから、構内での検修車両の入換用としてトモエ電機工業（現・新トモエ電機工業）製の15t車両移動機（蓄電池機関車に相当。無車籍で機械扱い）も配置されていた[17]。

### 入出庫線
光が丘駅から延長625 m の入出庫線が通じている。光が丘駅から都道443号線の地下を西へ進み、光が丘MKビル前の交差点付近で90度南に向きを変え、区道地下を南下して高松車庫に至る。この場所は、半径 82 m の急曲線で、さらに曲線途中で上下2段に分かれるなど複雑な構造となっている。
光が丘駅から高松車庫に向かっては、地下1階部へは上り 42‰ 、地下2階部へは上り 35‰ の急勾配となっている。各階とも光が丘駅方面に向かって、引き上げ線（構内入換線）をそれぞれ設けている。

### 車両修繕計画
都営地下鉄の方針上、新造後10年を経過した車両についてはC修繕を行われることとなるが、12-000形の初期車両がすでに15年が経過したため施工対象車となっていたものの、全地下型の車両基地という事情から施工できなかった。しかし、前述した汐留連絡線の完成により、馬込車両検修場で施工が開始されている。
また、2006年の都営フェスタでは連絡線が完成された直後ということもあり、E5000形とともに12-000形が初めて地上に現れたことでも注目を集めた。